# 南ローデシア

南ローデシア植民地
Colony of Southern Rhodesia (英語)

国歌: God Save the King（英語）
国王陛下万歳（1923年 - 1952年）

God Save the Queen（英語）
女王陛下万歳（1952年 - 1980年）

南ローデシア植民地の位置

南ローデシア（みなみローデシア、英語: Southern Rhodesia）は、かつてアフリカ南部に存在したイギリスの植民地である。現在のジンバブエを版図とした。
ケープ植民地首相のセシル・ローズにより、当時アフリカ縦断政策を推進していた英国に併合された。ローデシアの名はセシル・ローズに因んで命名された。

## 歴史

### 南アフリカ会社による開拓(19世紀後-20世紀中)
ボーア人による植民地国家トランスヴァールやオレンジ自由国への圧力と北方地域の開拓を目的に1889年にイギリス南アフリカ会社を設立した。ジンバブエ地域全土の開発・統治に関する特許会社の特許状に基づき、同会社はベチュアナランド北部とポルトガル領西アフリカにおいて、条約の締結・法律の公布・治安維持・コンセッションの獲得などの特権を得た。この特許状の有効期間は25年間で、後に10年の延長が認められた。
1890年、セシル＝ローズはケープ植民地の首相に就任し、同年イギリス南アフリカ会社はマタベレランドやマショナランドの鉱山開発権を獲得し、両地方を併合した。しかしイギリス南アフリカ会社による利権獲得政策は、現地のアフリカ人（ンデベレ族など）の反感を買った。1893年に勃発した第一次マタベレ戦争をもってイギリス南アフリカ会社は、ンデベレ族の王ローベングラとの交渉が有利になることを期待したが、ンデベレ族の大敗に終わり、イギリス南アフリカ会社が以前よりも圧倒的に有利なかたちで鉱山開発がすすめられた。1898年からはイギリス連邦の南アフリカ高等弁務官事務所がすべての管理責任を負った。1911年にセシル＝ローズの名をとってイギリス南アフリカ会社の所轄地域が「ローデシア（ローズの家）」と名づけられた。
しかし、当初の目的だった鉱山開発は目論見通り進まず、会社は農業植民へと方針を転換した。それでも会社の業績は好転せず、1923年にはイギリス政府によって憲法とともにローデシア地域は自治植民地（a self-governing colony）としての地位を与えらえ、白人のみの住民投票で南ローデシア自治政府が樹立された。

### ローデシア・ニヤサランド連邦の成立と解体(1953-1963)
1953年にローデシア・ニヤサランド連邦を結成するも、1963年には解消された。その後、黒人の参政権を認めたうえでの独立を準備していたが、1960年の「アフリカの年」を経ても独立を達成することはできなかった。

### 北ローデシア地域の独立(1964)
アフリカの年から4年後の1964年には、北ローデシアで独立運動が起き、ザンビア共和国とマラウイ共和国が独立した。しかし南ローデシアではイギリス支配が継続され、1965年に植民地政府首相イアン・スミスがイギリスから派遣されていた総督を追放した。彼は白人至上主義を掲げ、黒人を激しく弾圧・迫害し、さらにローデシア共和国の独立を一方的に宣言した。

### 一方的独立宣言と南ローデシア問題(1965-1980)
白人の支配が強固なローデシア地域の白人セトラーはお互い強い共同体意識を持つ一方で、アフリカ人に対する鋭い人種差別意識を抱いていた。ローデシアにおける白人セトラーの既成支配権を剥奪されないことを目指す与党ローデシア戦線は、永久的にローデシアの支配権を白人セトラーが掌握することを企図して、1962年からローデシアの独立を最優先の課題としていた。イギリス政府は、ナショナリストや国際連合、英連邦アフリカ諸国などからの多数支配を求める決議を前に、「ローデシア政府に対して政治体制を多数支配に近づけること」などの提案を行ったが、ローデシア戦線はこれを拒否し、交渉は決裂した。結果、ローデシア戦線のイアン・スミス政権はイギリス政府の承認を得られることなく、「一方的独立宣言」に踏み切り、南ローデシアの独立をめぐる「ローデシア問題」は国際問題化した。